# Гогель
Не путать с дворянским родом Гоголи, к которому принадлежал знаменитый писатель Николай Васильевич.
Гогель (фр. Goguel) — дворянский род.
Род записан во II часть дворянской родословной книги по Санкт-Петербургской, Московской и Тульской губерниям.

## История и представители рода
Род ведёт начало от уроженца Монбельяра Георга-Генриха Гогеля (1741—1799), по приглашению Екатерины II, поступившего на русскую службу (1775), принял русское подданство (1777), действительный статский советник, директор немецких колоний, обер-директор Московского воспитательного дома (с 1780).
Имел двух дочерей и четырёх сыновей:
- Андрей Григорьевич (1771 — 6.11.1805), генерал-майор, директор Пажеского корпуса.
- Иван Григорьевич (1770—1834), артиллерийский генерал и военный писатель
  - Иван Иванович (1806—1850), генерал-майор
- Фёдор Григорьевич (1775—1827), российский командир эпохи наполеоновских войн, генерал-лейтенант
  - Григорий Фёдорович (1808—1881), генерал-адъютант, управлял Царским Селом
  - Валериан Фёдорович (1814 — после 1856)
    - Владимир Валерьянович (1834—1909), акцизный чиновник
      - Елена Владимировна (1864—1955), библиотечный деятель России начала XX века

    - Николай Валерианович (1836—1870), военный, публицист
- Александр Григорьевич (?—1812), полковник лейб-гвардии Конной артиллерии

## Описание герба

#### Герб Гогелевых 1785 г.
В Гербовнике Анисима Титовича Князева 1785 года имеется изображение печати с гербом монбельярского уроженца Генриха (Григорий Григорьевич) Гогель вступившего (1775) в русскую службу: посредине щита, имеющем синее поле, проходит золотая широкая полоса, на которой изображены три желтых снопа. В верху, над золотой полосой, означены две желтые пчелы, а внизу под полосой одна пчела. Щит увенчан дворянской короной (дворянский шлем отсутствует). Щитодержатели: два льва, справа лежащий, слева стоящий на задних лапах с высунутым языком. Нашлемник: два хлебных колоса, лежащих на короне.
Жалованная грамота Г.Г. Гогелю на дворянство с изображением герба была подписана императрицей Екатериной II гораздо позже даты составления Гербовника А.Т. Князева - (25 апреля 1796).

#### Герб. Часть I. № 141.
Щит разделен на четыре части, из них правая, верхняя, и левая, нижняя, золотые, перерезанные чёрной полосой, со стремящимися к середине щита пламенными лучами. В левой верхней части, в голубом поле, Императорская Корона. В правой нижней части, в голубом же поле, поставлена на подошве щита с распростертыми крыльями птица гогель, обратившаяся в левую сторону и держащая во рту липовую ветвь с плодами и сидящею на ней пчелой.
На щите дворянский коронованный шлем. Нашлемник: три страусовых пера. Намёт на щите голубой, подложенный золотом.